# Urcos
Urcos è un comune del Perù, situato nella Regione di Cusco e capoluogo della Provincia di Quispicanchi.